# 藪井星池
藪井 星池（やぶい せいち、寛延元年（1748年）– 文化13年閏8月23日（1816年10月14日））は、江戸時代中期の日本の篆刻家である。
名は千秋、字を子長、星池は号。中国風に修して藪星池と称した。伏見の人。

## 略伝
二条角倉家に仕えた。俳諧・狂歌をよくし、傍らで篆刻を嗜んだ。印譜に『星池印譜』・『白雪歌堂印譜』がある。京都河原町東に住んだが、文化年間は浪華に住んだ。
享年69。